# The Killer That Stalked New York
Pour plus de détails, voir Fiche technique et Distribution.
The Killer That Stalked New York est un film américain réalisé par Earl McEvoy, sorti en 1950, avec Evelyn Keyes, Charles Korvin, William Bishop (en), Dorothy Malone et Lola Albright dans les rôles principaux. Pour écrire le scénario, Harry Essex s'inspire d'un cas réel ayant eu lieu en 1947 qui est décrit dans l'article de presse Smallpox, the Killer That Stalks New York de Milton Lehman publié dans le magazine Cosmopolitan en 1948.

## Synopsis
La chanteuse Sheila Bennet (Evelyn Keyes) arrive à New York par la gare de Pennsylvania Station. Contrebandière, elle rapporte de Cuba des diamants et découvre qu'elle est suivie par les autorités à son arrivée. Elle envoie alors les diamants par la poste à son mari Matt Krane (Charles Korvin) et sème la police.
Mais, fébrile, elle fait un malaise dans la rue et est conduite à l'hôpital. Elle y rencontre une petite fille et la contamine par inadvertance. Diagnostiquée à tort comme ayant un simple rhume, Sheila sort de l'hôpital. Les médecins diagnostiquent à la petite fille la variole et doivent découvrir avec qui elle a été en contact afin d'éviter une propagation rapide. Dès lors, la police a une raison supplémentaire de retrouver Sheila, sans imaginer que la contrebandière est également la malade porteuse de la variole.

## Fiche technique
- Titre original : The Killer That Stalked New York
- Réalisation : Earl McEvoy
- Scénario : Harry Essex d'après l'article Smallpox, the Killer That Stalks New York de Milton Lehman
- Photographie : Joseph F. Biroc
- Montage : Jerome Thoms
- Musique : Hans J. Salter
- Direction artistique : Walter Holscher (en)
- Décors : Louis Diage (en)
- Costumes : Jean Louis
- Producteur : Robert Cohn (en)
- Société de production : Robert Cohn Productions
- Société de distribution : Columbia Pictures
- Pays d'origine :  États-Unis
- Langue originale : anglais
- Genre : Film policier, film noir
- Durée : 79 minutes
- Date de sortie :
  - États-Unis : 1er décembre 1950

## Distribution
- Evelyn Keyes : Sheila Bennet
- Charles Korvin : Matt Krane
- William Bishop (en) : le docteur Ben Wood
- Dorothy Malone : Alice Lorie
- Lola Albright : Francie Bennet
- Carl Benton Reid : le commissaire à la santé Ellis
- Ludwig Donath : le docteur Cooper
- Art Smith : Arnold Moss
- Whit Bissell : Sid Bennet
- Roy Roberts : le major
- Connie Gilchrist : Belle
- Jim Backus : Willie Dennis
- Richard Egan : l'agent du trésor Owney
- Harry Shannon : le chef de la police Houlihan
- Beverly Washburn (en) : Walda Kowalski - enfant

Acteurs non crédités
- John Bleifer (en)
- Peter Brocco
- Walter Burke
- James Bush (en)
- Paul Dubov (en)
- Roy Engel
- Robert Foulk
- Everett Glass
- Reed Hadley
- Teddy Infuhr (en)
- Tommy Ivo (en)
- Celia Lovsky
- Merrill McCormick
- Frances Morris (en)
- Carl Milletaire
- Patrick H. O'Malley Jr.
- Paul Picerni
- James Pierce
- Arthur Space
- Blackie Whiteford
- Gayne Whitman

## À noter
- La même année, Elia Kazan réalise Panique dans la rue (Panic in the Streets) ou la police recherche plusieurs criminels ayant été au contact d'un malade porteur de la peste pneumonique.
- En 1963, Val Guest imagine une épidémie de variole en Angleterre dans le film 80,000 Suspects.